# RGPR-p117
RGPR-p117 (regucalcin gene promoter region-related protein) は、2001年に発見された転写因子。

## 概要
レギュカルチン遺伝子の調節機構の究明の過程で、山口正義らにより2001年に発見された。
レギュカルチン遺伝子はX染色体に位置し、7個のエクソン構造を有する。そのプロモーター領域に結合する転写因子として、AP-1, NF-A1が同定され、転写活性を高めることが示されている 。さらに、RGPR-p117は、レギュカルチン遺伝子プロモーター領域のTTGGC(N)6CC(-523/-503) 配列に結合するタンパク質を酵母ワンハイブリッド法で同定されたものである
RGPR-p117は、転写因子に特徴的な構造の　leucine zipper motif　を含み、多くの生物種に保存されていることから、leucine zipper transcription regulator 2 (Lztr2) [PubMed]　としても名付けられている。また、2007年には、細胞内小胞体におけるタンパクおよびリピドの輸送に関与することから、Sec16 homologues B (SEC16B)　とも名付けられた。

## 生物種によるRGPRの塩基配列とアミノ酸組成の比較
RGPR-p117タンパク質とそのmRNAは、ヒト、ラット、マウス、ウシ、ウサギおよびニワトリにおいて同定されている。
ORF、アミノ酸組成および分子量は、ニワトリと比較し、ヒト、ラット、マウス、ウシおよびウサギでよく類似している。等電点（pI）はこれらの生物種において大きな違いは見られなかった。RGPRのcDNAの塩基配列とそのアミノ酸組成は、ヒト、ラット、マウス、ウシおよびウサギで、それぞれ63.1%, 72.9%以上であった。ヒト、ラットおよびマウスにおいてはさらに高いホモロジーを有している。これらの生物種の系統樹が示されている。
'RGPR遺伝子は、ヒト、ラット、マウス、ウシ、イヌ、ブタ、ニワトリ、カエル、ゼブラフィッシュおよび酵母において、存在している。
ラットRGPR-p117 mRNAの発現は、肝臓、腎臓、心臓、脾臓および大脳において発現しており、それらの発現レベルはほぼ同程度である。肝臓におけるRGPR-p117 mRNAの発現は、加齢変動をうけず、絶食や再摂食によっても変動しない。

## 転写因子としての特徴
RGPR-p117タンパクは細胞内の核局在性を示し、転写因子に特有な構造であるロイシンジッパーモチーフ（ロイシンが4個）が認められている。このモチーフをほかの生物種と比較すると、ニワトリのロイシンは2個であった。また、RGPRタンパクには核移行シグナルに関連したアミノ酸配列も有していた。
ラットRGPR-p117をコードするベクターをクローン化正常ラット腎近位尿細管NRK52E細胞に導入すると、発現増加したRGPR-p117は細胞質と核に分布する。
RGPR-p117 cDNAを導入してRGPR-p117タンパクを発現増加したNRK52E細胞において、レギュカルチンmRNAとそのタンパク発現の増加をもたらした。さらに、RGPR-p117タンパクの発現増加はレギュカルチン遺伝子プロモーター活性を有意に高めることをレポータージーンアッセイにより実証されている。このプロモーター活性の上昇はTTGGC(N)6CCを欠失した場合には見られなかった。RGPR-p117はレギュカルチン遺伝子プロモーターに結合し、転写因子として機能することが明らかにされている。
NRK52E細胞培養系において、RGPR-p117タンパクの発現増加によるレギュカルチン遺伝子プロモーター活性の増加は、細胞内情報伝達系に関与する各種プロテインキナーゼおよびプロテインホスファターゼ活性の阻害剤の存在下で培養することにより抑制された。RGPR-p117のレギュカルチン遺伝子プロモーター活性調節には、タンパク質のリン酸化および脱リン酸化が関係していることが示唆されている。
RGPRファミリータンパクは、レギュカルチン遺伝子プロモーター活性を高める転写因子として、生物の進化の過程で保持されてきたものと推察される。特に、転写因子に特徴的なロイシンジッパーモチーフは哺乳動物に高く保存されていた。このことはレギュカルチンの遺伝子配列やアミノ酸組成が、生物種の中で、哺乳動物において極めて高いホモロジーを有することと関連しているものと推察されている。

## 細胞機能調節における役割
RGPR-p117は、細胞質、ミクロソーム、ミトコンドリアおよび核に分布する。それらの局在と細胞機能調節との関連が示唆れる。クローン化正常腎細胞（NRK52E) 培養系において、RGPR-p117遺伝子を導入したトランスフェクタントにおいて、各種サイトカイン刺激によるアポトーシス誘導を制御することが明らかにされている。このトランスフェクタンにおいては、アポトーシス関連遺伝子（caspase-3) の発現が制御されている。caspase-3のプロモーター領域にはTTGGC配列を有し、RGPR-p117がこの配列に結合して、遺伝子発現を抑制し、アポトーシスの制御にかかわりあっていることが推察されている。また、トランスフェクタントにおいては、細胞増殖の変動は認められないが、タンパク質およびDNA量の有意な低下が見出されており、この関連への機能調節的役割も示唆されている。なお、RGPR-p117に高いホモロジーを有するタンパク質としてSec16 が報告されており、RGPR-p117が膜トラフィックの機能に関連していることも示唆される。
RGPR-p117には、核移行シグナルを有し、カルシウムシグナルで核への分布が増進されることから、転写因子として機能することが重要な役割として考えられている。

## 病態との関連
RGPR-p117/SEC16Bのノックアウトマウスにおいて、血清中のコレステロールの低下が観察されている。また、ヒトの肥満 (obesity) に関連する遺伝子であることの知見が報告されている。